# 安塞尔·凯斯
安塞尔·本杰明·凯斯（英語：Ancel Benjamin Keys，1904年1月26日—2004年11月20日）是一位美国生理学家，主要研究饮食对健康的影响。他認為饮食中的饱和脂肪被多不饱和脂肪取代後可以减少心血管疾病的發生 。一些卫生组织和国家卫生机构支持他的論點          。
凯斯還研究過心血管疾病的流行病学，并制定了两种饮食方案。其中K-口粮是为第二次世界大战中的作战士兵制定的平衡膳食方案，另一種是他与妻子玛格丽特共同推广的地中海飲食。

## 外部鏈接
- 维基共享资源上的相關多媒體資源：安塞尔·凯斯
- Blackburn, Henry. . University of Minnesota.   [2007-04-15]. （原始内容存档于2021-02-28）.